# 1726 en musique classique
| \| • Retour à la chronologie générale de la musique classique • \| |
| Grèce • Rome • Haut Moyen Âge • VIIIe siècle • IXe siècle • Xe siècle • XIe siècle XIIe siècle • XIIIe siècle • XIVe siècle • XVe siècle • XVIe siècle • XVIIe siècle XVIIIe siècle • XIXe siècle • XXe siècle • XXIe siècle |
| • Retour à la chronologie générale de la musique classique • |

| Années en musique classique : 1723 - 1724 - 1725 - 1726 - 1727 - 1728 - 1729    |
| Décennies en musique classique : 1690 - 1700 - 1710 - 1720 - 1730 - 1740 - 1750 |

## Événements
- 9 mars : création en concert d'Orpheus de Georg Philipp Telemann à Karlsruhe.
- 12 mars : création de Scipione, opera seria de Georg Friedrich Haendel à Londres.
- 5 mai : création de Alessandro, opera seria  de Georg Friedrich Haendel à Londres.
- Publication du Nouveau système de musique théorique de Jean-Philippe Rameau.
- Les Stratagèmes de l'Amour, ballet héroïque d'André Cardinal Destouches, livret de Roy.
- Création de Pyrame et Thisbé, tragédie lyrique de François Rebel et François Francœur.
- Six sonates en trio, de Joseph Bodin de Boismortier.
- Les Nations, pièces en trio de François Couperin.
- Jean-Sébastien Bach commence à composer ses partitas pour clavier et écrit les cantates : 
  - Es ist dir gesagt, Mensch, was gut ist,
  - Es wartet alles auf dich,
  - Falsche Welt, dir trau ich nicht,
  - Gelobet sei der Herr, mein Gott,
  - Gott fähret auf mit Jauchzen,
  - Gott soll allein mein Herze haben,
  - Herr, deine Augen sehen nach dem Glauben,
  - Ich will den Kreuzstab gerne tragen,
  - Meine Seufzer, meine Tränen,
  - Siehe zu, daß deine Gottesfurcht nicht Heuchelei sei,
  - Siehe, ich will viel Fischer aussenden,
  - Vereinigte Zwietracht der wechselnden Saiten,
  - Vergnügte Ruh, beliebte Seelenlust,
  - Was Gott tut, das ist wohlgetan,
  - Wer sich selbst erhöhet, der soll erniedriget werden,
  - Wir müssen durch viel Trübsal.

## Naissances

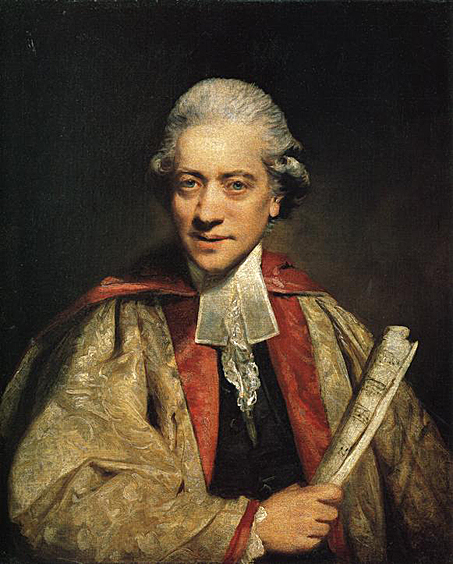
Charles Burney

- 14 mars : Joseph Anton Steffan, compositeur et pianiste tchèque († 12 avril 1797).
- 7 avril : Charles Burney, musicologue anglais († 12 avril 1814).
- 7 septembre : François-André Danican dit Philidor, compositeur français († 31 août 1795).
- 22 novembre : Giovenale Sacchi, religieux et musicologue italien († 27 septembre 1789).

Date indéterminée
- Antonio Tozzi, compositeur italien († 1812).
- Karl Kohaut, compositeur autrichien († 6 août 1784).

## Décès
- 2 janvier : Domenico Zipoli, musicien italien (° 1688).
- 18 juin : Michel-Richard de Lalande, compositeur français (° 15 décembre 1657).
- 8 juillet : Antonio Maria Bononcini, violoncelliste et compositeur italien  (° 18 juin 1677).

Date indéterminée
- Coenraad Rijkel, facteur néerlandais d'instruments à vent de la famille des bois (° 1664).